# Rožmitál na Šumavě
Rožmitál na Šumavě – wieś i gmina w Czechach, w powiecie Český Krumlov, w kraju południowoczeskim. Według danych z dnia 1 stycznia 2013 liczyła 435 mieszkańców.